# Christopher F. Foss
Christopher Frank Foss (meist Christopher F. Foss geschrieben; * 8. April 1946 in Portsmouth) ist ein englischer Militärbuchautor. Seit 1970 arbeitet er für den Militärverlag Jane’s Information Group. Er ist Herausgeber von Jane’s Armour and Artillery sowie Mitherausgeber weiterer Jane's-Ausgaben.
Bei Autorenangaben wird Christopher F. Foss des Öfteren mit dem gleichnamigen, ebenfalls 1946 geborenen englischen Illustrator Chris Foss verwechselt.

## Leben
Christopher F. Foss’ Eltern sind Frank Victor und Doris (geb. Dorsett) Foss. Foss besuchte die Highschool in Portsmouth, England. Er ist seit 1972 mit Elaine Jean Jenkins verheiratet; sie haben ein Kind, Robert James.
Foss ist Mitglied der Fortress Study Group.

## Werke
Foss hat über 100 Bücher als Autor bzw. Herausgeber veröffentlicht.

### Autor
- Jane's Pocket book of modern tanks and armoured fighting vehicles. Macdonald & Jane's, London 1974.
- Artillery of the world. Ian Allan, London 1976. (Die Artillerie der Streitkräfte aus aller Welt. 1. Auflage. Motorbuch, Stuttgart 1975, ISBN 978-3-87943-386-5 (Originaltitel: Artillery of the world. Übersetzt von Hugo Friedrich).)
- Military vehicles of the world. Ian Allan, London 1976.
- The illustrated encyclopedia of the world's tanks and fighting vehicles: a technical directory of major combat vehicles from World War 1 to the present day. Salamander Books, London 1977. (Panzer und andere Kampffahrzeuge von 1916 bis heute. Ein technisches Nachschlagewerk über die Kampffahrzeuge vom Ersten Weltkrieg bis heute. Buch-und-Zeit-Verlagsgesellschaft, Köln 1978, DNB 780356160 (englisch: Illustrated encyclopedia of the world's tanks and other fighting vehicles. Übersetzt von Robert Haacker).)
- Armoured fighting vehicles of the world. Ian Allan, London 1974.
- Infantry weapons of the world. Ian Allan, London 1979.
- Jane's light tanks and armoured cars. Jane's, London 1984.
- Jane's armoured personnel carriers. Jane's 1985.
- Ray Bonds (Hrsg.): The Illustrated dictionary of modern weapons: warplanes, tanks, missiles, warships, artillery, small arms. Salamander Books, London c1985.
- The Vickers tanks. (mit Peter McKenzie). Stephens, 1988.
- Jane's AFV recognition handbook. Jane's, Coulsdon 1992.
- Warrior mechanised combat vehicle, 1987–1994 (mit Illustrationen von Peter Sarson), Osprey, London 1994.
- Scorpion: reconnaisance vehicle, 1972–1994 (mit Illustrationen von Peter Sarson), Osprey, London 1995.
- Jane's modern tanks. HarperCollins, Glasgow 1995.
- Jane's tank & combat vehicle recognition guide. HarperCollins, Glasgow 1996.
- Modern land combat. (mit David Miller), Salamander, London 2001. (David Miller, Christopher F. Foss: Moderne Gefechtswaffen. Motorbuch/Stocker-Schmid, Dietikon-Zürich/Stuttgart 1998, ISBN 978-3-7276-7092-3 (englisch: Modern land combat. Übersetzt von Horst W. Laumanns).)
- Jane's Tank recognition guide. Collins, London 2006.
- IHS Jane's land warfare platforms. Artillery & air defence. IHS Jane's / IHS Global, Coulsdon 2012–2016.
- IHS Jane's land warfare platforms. System upgrades. IHS Jane's / IHS Global, Coulsdon 2012–2016.
- IHS Jane's land warfare platforms. Armoured fighting vehicles. IHS Jane's / IHS Global, Coulsdon 2012–2016.

### Herausgeber
- Jane's pocket book of towed artillery. Macdonald and Jane's, London 1974.
- Jane's world armoured fighting Vehicles. Macdonald 1976.
- Jane's armour and artillery. Jane's Yearbooks, London 1979-[2011]
- An Illustrated guide to World War II tanks and fighting vehicles. Salamander, London c[1981], ISBN 978-0668052320.
- Modern military trucks. Jane's, London 1981.
- Modern tanks and armoured fighting vehicles. Jane's, London 1981.
- Jane's main battle tanks. Jane's, London 1984. ISBN 978-0-7106-0277-0
- Christopher Foss, Ian Hogg (Hrsg.): Battlefield: the weapons of modern land warfare Orbis, London 1986.
- Jane's land-based air defence. Jane’s Information Group, Coulsdon 1989-[2011]
- Tony Cullen and Christopher F. Foss. (Hrsg.): Jane's AFV retrofit systems. Jane’s Information Group, Coulsdon 1993.
- The encyclopedia of tanks and armoured fighting vehicles: the comprehensive guide to over 900 armoured fighting vehicles from 1915 to the present day. Spellmount, Staplehurst 2003, c2002.

### Auszug von Publikationen in deutscher Sprache
- Christopher F. Foss: Raumschiffe. Moewig, Rastatt 1980, ISBN 978-3-8118-2009-8.
- Christopher F. Foss: Die Panzer des Zweiten Weltkrieges, Das Nachschlagewerk. Hrsg.: Ray Bonds. Podzun-Pallas Verlag, Friedberg, Hessen 1988, DNB 890399697 (englisch: An Illustrated guide to World War II tanks and fighting vehicles (Org.-ISBN 0-668-05232-5). Übersetzt von Heinrich Kaiser).
- Christopher F. Foss, David Miller: Moderne Gefechtswaffen. Hrsg.: Horst W. Laumanns. 3. Auflage, Sonderausgabe. Stocker-Schmid Verlag, Dietikon-Zürich 1998, ISBN 978-3-7276-7092-3 (englisch: Modern land combat. Übersetzt von Horst W. Laumanns).